# Discographie de Chantal Goya
Cet article présente la discographie de la chanteuse française Chantal Goya.

## Albums
- 1977 : Voulez - vous danser grand - mère / Allons Chanter Avec Mickey
- 1978 : La poupée - Riri, Fifi, Loulou
- 1979 : Bécassine, c'est ma cousine
- 1980 : C'est Guignol
- 1981 : Comme Tintin
- 1982 : Monsieur le Chat botté
- 1983 : Mon Pinocchio - Babar
- 1984 : Snoopy - Pandi Panda
- 1985 : Félix le chat - L'Alphabet en chantant
- 1986 : Bravo Popeye - Dou ni dou ni day
- 1987 : Le monde tourne à l'envers
- 1988 : Isabelle, c'est la fille de Babar
- 1989 : L'Étrange histoire du château hanté
- 1990 : Rythme et Couleur
- 1994 : La poussière est une sorcière
- 1997 : Le Grenier aux trésors
- 2006 : Au pays des étoiles
- 2010 : Chantons les fables de La Fontaine
- 2013 : Collector
- 2015 : Les Aventures fantastiques de Marie-Rose

## Albums "en public"
- 1980 : Dans la forêt magique
- 1981 : Le Soulier qui vole
- 1983 : La Planète merveilleuse... en public
- 1985 : Le Mystérieux Voyage de Marie-Rose

## Intégrale
L'intégrale : Coffret de 21 CD (réédition remastérisée des 18 albums studios + bonus non sortis en support ; un album en espagnol "La Muneca" ; un album live original "Dans la forêt Magique" ; un album dit "Collector" avec des chansons jamais éditées ainsi que des versions étrangères).

## Compilations
- 1981 : Chantal Goya
- 1982 : L'Album Or
- 1993 : Mes Personnages Enchantés
- 1994 : Le Soulier qui vole 95
- 1998 : Ses plus belles chansons
- 1998 : Les Années 60
- 2001 : Ma Minithèque
- 2001 : Le Meilleur
- 2002 : Absolument Goya
- 2002 : Coffret 2 CD (chansons des albums Voulez-vous danser grand-mère et Bécassine)
- 2004 : Best Of
- 2005 : CD Story
- 2008 : Happy Birthday Marie-Rose et Mes plus belles chansons (double album dont un inédit "Happy Birthday")
- 2010 : L'Étrange Histoire du château hanté
- 2012 : Siffle siffle la marmotte / Les tables de multiplication
- 2013 : La Muneca (chansons en espagnol)
- 2013 : La Planète merveilleuse (réédition tronquée du live de 1983)
- 2018 : Le Soulier qui vole (réédition tronquée du live de 1981)

## Singlesclassés au Top 50
| Année | Single                  | Classement des ventes | Classement des ventes | Album                                  |
| Année | Single                  | France                | Belgique              | Album                                  |
| ----- | ----------------------- | --------------------- | --------------------- | -------------------------------------- |
| 1984  | Snoopy                  | 4                     | —                     | Snoopy - Pandi Panda                   |
| 1985  | Pandi-Panda             | 43                    | —                     | Snoopy - Pandi Panda                   |
| 1985  | L'alphabet en chantant  | 19                    | —                     | Félix le chat - L'Alphabet en chantant |
| 1987  | Dou ni dou ni day       | 35                    | —                     | Dou ni dou ni day - Bravo Popeye       |
| 2001  | Becassine is my cousine | 26                    | 11                    | Absolument Goya                        |

## DVD
- 2000 : Le Grenier aux trésors
- 2000 : Le Monde Magique
- 2002 : Le Monde Magique 2
- 2002 : Le Monde Magique 3
- 2008 : Ses trois plus beaux spectacles (classé no 5 en France, no 3 en Belgique)
- 2009 : Happy Birthday Marie-Rose
- 2009 : Le Soulier qui vole
- 2009 : La Planète merveilleuse
- 2009 : Le Mystérieux Voyage de Marie-Rose
- 2011 : L'étrange histoire du château hanté
- 2011 : Le Monde Magique (réédition)
- 2014 : La Planète merveilleuse au Palais des Congrès de Paris 2014
- 2016 : Les Aventures Fantastiques de Marie - Rose